# Liste des associations nationales de l’Alliance baptiste mondiale
Cette liste des associations nationales de l’Alliance baptiste mondiale inclut les associations membres de l’Alliance baptiste mondiale. 

## Statistiques
Selon un recensement de l'association publié en 2023, elle aurait 253 conventions baptistes membres dans 130 pays, 176,000 églises et 51,000,000 membres baptisés.

## Fraternité baptiste nord-américaine
- Canada : Convention nationale baptiste canadienne
- Canada : Ministères baptistes canadiens
- Canada/États-Unis : Conférence baptiste nord-américaine
- Canada/États-Unis : Convention baptiste tchécoslovaque des États-Unis et du Canada
- Canada/États-Unis : Conférence générale baptiste du septième jour États-Unis et Canada
- États-Unis : Églises baptistes américaines USA
- États-Unis : Association Générale Baptiste de Virginie
- États-Unis : Convention générale baptiste du Missouri
- États-Unis : Convention générale baptiste du Texas
- États-Unis : Églises baptistes Chin USA
- États-Unis : Convention baptiste nationale, USA
- États-Unis : Converge
- États-Unis : Association baptiste coopérative
- États-Unis : Convention baptiste du district de Columbia
- États-Unis : Association générale des baptistes généraux
- États-Unis : Convention des missions étrangères baptistes de Lott Carey
- États-Unis : Convention baptiste nationale d'Amérique International, Inc.
- États-Unis : Convention nationale missionnaire baptiste d'Amérique
- États-Unis : Convention baptiste nationale progressiste
- États-Unis : Union baptiste évangélique russo-ukrainienne, USA, Inc.
- États-Unis : Union des baptistes lettons d'Amérique
- États-Unis : Églises baptistes Zomi d'Amérique

## Fraternité baptiste des Caraïbes
- Antigua-et-Barbuda : Association baptiste d'Antigua
- Barbade : Convention baptiste de la Barbade
- Barbade : Alliance baptiste de la Barbade
- Bermudes : Fraternité baptiste des Bermudes
- Cuba : Convention baptiste de l'Est de Cuba
- Cuba : Convention baptiste de l'Ouest de Cuba
- Cuba : Fraternité des Églises baptistes de Cuba
- Cuba : Convention baptiste du libre arbitre de Cuba
- Bahamas : Convention baptiste nationale missionnaire et éducative des Bahamas
- Belize : Association baptiste du Belize
- Grenade : Association baptiste de Grenade
- Guadeloupe : Fédération des Églises évangéliques baptistes de Guadeloupe
- Haïti : Convention baptiste d'Haïti
- Haïti : Mission évangélique baptiste du Sud d'Haïti
- Haïti : Association des Églises baptistes conservatrices d'Haïti
- Haïti : Connexion des Églises baptistes haïtiennes pour la Mission Intégrale
- Îles Turques et Caïques : Union baptiste des îles Turques et Caïques Inc.
- Jamaïque : Union baptiste de la Jamaïque
- République Dominicaine : Convention baptiste dominicaine
- Saint-Kitts-et-Nevis : Association baptiste de St-Kitts
- Saint-Vincent-et-les Grenadines : Convention baptiste Saint-Vincent
- Trinité-et-Tobago : Union baptiste de Trinité-et-Tobago

## Union baptiste d'Amérique latine
- Argentine : Convention baptiste évangélique Argentine
- Argentine : Association baptiste argentine
- Bolivie : Union baptiste bolivienne
- Bolivie : Convention baptiste de Bolivie
- Brésil : Convention baptiste brésilienne
- Brésil : Convention baptiste nationale, Brésil
- Brésil : Convention des Églises baptistes indépendantes
- Chili : Union des églises baptistes évangéliques du Chili
- Chili : Convention nationale baptiste du Chili
- Colombie : Confession baptiste colombienne
- Costa Rica : Fédération des associations baptistes du Costa Rica
- Équateur : Convention baptiste équatorienne
- Guatemala : Convention des églises baptistes du Guatemala
- Honduras : Convention nationale des églises baptistes du Honduras
- Mexique : Convention baptiste nationale du Mexique
- Nicaragua : Convention baptiste du Nicaragua
- Panama : Convention baptiste du Panama
- Paraguay : Convention évangélique baptiste du Paraguay
- Pérou : Convention évangélique baptiste du Pérou
- Salvador : Association baptiste d'El Salvador
- Salvador : Fédération baptiste d'El Salvador
- Uruguay : Convention évangélique baptiste de l'Uruguay
- Venezuela : Convention nationale baptiste du Venezuela

## Fédération baptiste européenne
- Allemagne : Union des églises évangéliques libres en Allemagne
- Arménie : Union des églises baptistes chrétiennes évangéliques d'Arménie
- Autriche : Union baptiste d'Autriche
- Azerbaïdjan : Union des baptistes chrétiens évangéliques d'Azerbaïdjan
- Belgique : Union des baptistes en Belgique
- Biélorussie : Union des baptistes chrétiens évangéliques de Biélorussie
- Bosnie-Herzégovine : Église baptiste de Bosnie-Herzégovine
- Bulgarie : Union baptiste de Bulgarie
- Croatie : Union baptiste de Croatie
- Danemark : Union baptiste du Danemark
- Égypte : Convention baptiste égyptienne
- Espagne : Union évangélique baptiste d’Espagne
- Estonie : Union des églises évangéliques libres et baptistes d'Estonie
- Finlande : Église baptiste finlandaise
- Finlande : Union baptiste suédoise de Finlande
- France : Fédération des Églises évangéliques baptistes de France
- Géorgie : Église baptiste évangélique de Géorgie
- Hongrie : Église baptiste de Hongrie
- Israël : Association des églises baptistes d'Israël
- Italie : Union chrétienne évangélique baptiste d'Italie
- Jordanie : Convention baptiste jordanienne
- Lettonie : Union des églises baptistes de Lettonie
- Liban : Convention évangélique baptiste libanaise
- Lituanie : Union baptiste de Lituanie
- Moldavie : Union des églises baptistes chrétiennes évangéliques de Moldavie
- Norvège : Union baptiste de Norvège
- Ouzbékistan : Union des chrétiens-baptistes évangéliques d'Ouzbékistan
- Palestine : Conseil des Églises évangéliques locales en Terre Sainte
- Pays-Bas : Union des églises baptistes aux Pays-Bas
- Pologne : Église chrétienne baptiste de la République de Pologne
- Portugal : Convention baptiste portugaise
- République tchèque : Union baptiste en République tchèque
- Roumanie : Union des églises chrétiennes baptistes en Roumanie
- Roumanie : Convention des baptistes hongrois de Roumanie
- Royaume-Uni : Union baptiste d'Écosse
- Royaume-Uni : Union baptiste de Grande-Bretagne
- Royaume-Uni : Union baptiste du pays de Galles
- Russie : Union russe des chrétiens évangéliques baptistes
- Russie : Fédération euro-asiatique des unions de chrétiens-baptistes évangéliques
- Serbie : Union des Églises baptistes de Serbie
- Serbie : Union des Églises baptistes chrétiennes de Serbie
- Slovaquie : Union baptiste de Slovaquie
- Slovénie : Union des Églises baptistes de Slovénie
- Suède : Église évangélique libre de Suède
- Suisse : Union baptiste suisse
- Syrie : Convention baptiste de Syrie
- Turquie : Alliance baptiste turque
- Ukraine : Union panukrainienne des églises de chrétiens évangéliques baptistes

## Fédération baptiste Asie-Pacifique
- Australie : Ministères baptistes australiens
- Bangladesh : Église baptiste Sangha du Bangladesh
- Bangladesh : Fraternité de l'Église baptiste du Bangladesh
- Bangladesh : Églises baptistes libres du Bangladesh
- Cambodge : Union baptiste du Cambodge
- Chine : Convention baptiste de Hong Kong
- Fidji : Convention baptiste coréenne
- Inde : Conseil des églises baptistes du nord-est de l'Inde
  - Conseil de l'église baptiste d'Arunachal
  - Convention baptiste d'Assam
  - Convention baptiste de Garo
  - Convention baptiste Karbi-Anglong
  - Convention baptiste de Manipur
  - Conseil de l'église baptiste du Nagaland
- Inde : Conseil des Églises baptistes de l'Est de l'Inde
- Inde : Église baptiste du Mizoram
- Inde : Union baptiste de l'Inde du Nord
- Inde : Union baptiste du Bengale
- Inde : Convention des Églises baptistes des Circars du Nord
- Inde : Convention baptiste évangélique de l'Inde
- Inde : Convention baptiste de Garo
- Inde : Association des églises baptistes Telugu
- Inde : Association évangélique de l'Inde
- Inde : Association indienne des baptistes généraux
- Inde : Convention baptiste de l'Inde
- Inde : Convention baptiste du Karnataka
- Inde : Convention baptiste Telangana
- Inde : Église baptiste de Lairam Jésus-Christ
- Inde : Union baptiste du Bas Assam
- Inde : Société baptiste du Maharashtra
- Inde : Association chrétienne baptiste de North Bank
- Inde : Croisade évangélique baptiste d'Orissa
- Inde : Union chrétienne baptiste de Tripura
- Indonésie : Union des églises baptistes indonésiennes
- Indonésie : Convention des Églises baptistes indonésiennes
- Japon : Convention baptiste du Japon
- Japon : Conférence baptiste du Japon
- Japon : Union baptiste du Japon
- Japon : Convention baptiste d'Okinawa
- Macao : Convention baptiste de Macao
- Malaisie : Convention baptiste de Malaisie
- Myanmar : Convention baptiste du Myanmar
- Myanmar : Convention baptiste Zomi du Myanmar
- Myanmar : Société missionnaire baptiste Kayin autonome
- Népal : Conseil de l'église baptiste du Népal
- Nouvelle-Zélande : Églises baptistes de Nouvelle-Zélande
- Papouasie-Nouvelle-Guinée : Union baptiste de Papouasie-Nouvelle-Guinée
- Philippines : Conférence baptiste des Philippines
- Philippines : Convention des églises baptistes des Philippines
- Philippines : Convention des Églises baptistes du Sud des Visayas et Mindanao
- Philippines : Églises baptistes générales des Philippines
- Philippines : Convention de Luzon des Églises baptistes du Sud
- Singapour : Convention baptiste de Singapour
- Sri Lanka : Union baptiste du Sri Lanka
- Thaïlande : Convention baptiste Karen de Thaïlande
- Thaïlande : 12ème District de l'Église du Christ en Thaïlande
- Thaïlande : Convention baptiste de Thaïlande
- Thaïlande : Convention baptiste Lahu de Thaïlande
- Thaïlande : Église baptiste Kawthoolei Karen
- Taiwan : Convention baptiste chinoise
- Vanuatu : Églises baptistes du Vanuatu
- Vietnam : Convention baptiste du Vietnam

## Fraternité baptiste de toute l'Afrique
- Afrique du Sud : Union baptiste d'Afrique australe
- Afrique du Sud : Convention baptiste d'Afrique du Sud
- Afrique du Sud : Association baptiste d'Afrique du Sud
- Afrique du Sud : Mission baptiste d'Afrique du Sud
- Angola : Convention baptiste de l’Angola
- Angola : Église baptiste évangélique en Angola
- Angola : Église baptiste libre en Angola
- Bénin : Union des Églises Baptistes du Bénin
- Botswana : Convention baptiste du Botswana
- Burkina Faso : Union des églises évangéliques baptiste du Burkina Faso
- Burundi : Union des Églises baptistes au Burundi
- Burundi : Églises baptistes libres du Burundi
- Cameroun : Convention baptiste du Cameroun
- Cameroun : Union des églises baptistes du Cameroun
- Cameroun : Église baptiste native du Cameroun
- Cap-Vert : Association des Églises baptistes évangéliques du Cap-Vert
- Côte d'Ivoire : Union des Églises baptistes missionnaires en Côte d'Ivoire
- Congo : Fédération des Églises baptistes du Congo
- Éthiopie : Église baptiste éthiopienne d'Addis Kidan
- Éthiopie : Église baptiste Emmanuel d'Éthiopie
- Éthiopie : Église évangélique baptiste d'Éthiopie
- Gambie : Union baptiste de Gambie
- Ghana : Convention baptiste du Ghana
- Guinée équatoriale : Église baptiste de Guinée équatoriale
- Kenya : Convention baptiste du Kenya
- Libéria : Convention baptiste missionnaire et éducative libérienne
- Malawi : Convention baptiste du Malawi
- Malawi : Assemblée baptiste africaine du Malawi
- Malawi : Église évangélique baptiste du Malawi
- Mozambique : Convention baptiste du Mozambique
- Madagascar : Association des églises bibliques baptistes de Madagascar
- Maurice : Association baptiste de l'île Maurice
- Namibie : Convention baptiste de Namibie
- Niger : Union des Églises évangéliques baptistes du Niger
- Nigéria : Convention baptiste nigériane
- Nigéria : Convention baptiste de Mambilla
- Ouganda : Union baptiste d'Ouganda
- République centrafricaine : Association des Églises baptistes de République Centrafricaine
- République centrafricaine : Association nationale des Églises baptistes
- République centrafricaine : Communauté évangélique baptiste en Afrique Centrale
- République centrafricaine : Communion des Églises évangéliques baptistes d'Afrique centrale
- République centrafricaine : Église baptiste de la communauté
- République centrafricaine : Église évangélique baptiste en République centrafricaine
- République centrafricaine : Union des Églises baptistes de République centrafricaine
- République centrafricaine : Union Fraternelle des Églises Baptistes de République centrafricaine
- République démocratique du Congo : Communauté baptiste du Congo
- République démocratique du Congo : Communauté baptiste du Fleuve Congo
- République démocratique du Congo : Communauté baptiste des fidèles en Afrique
- République démocratique du Congo : Communauté des Églises baptistes autonomes Wamba-Bakali
- République démocratique du Congo : Communauté des Églises baptistes de l'Est du Congo
- République démocratique du Congo : Communauté des Églises baptistes du Nord Congo
- République démocratique du Congo : Communauté Baptiste au Centre de l'Afrique
- République démocratique du Congo : Communauté des Églises baptistes unies
- République démocratique du Congo : Communauté des Églises évangéliques baptistes indépendantes
- République démocratique du Congo : Convention évangélique baptiste du Congo
- République démocratique du Congo : Convention des Églises évangéliques baptistes du Congo
- République démocratique du Congo : Église Baptiste du Congo
- République démocratique du Congo : Union de la Communauté des Églises Baptistes du Congo
- République démocratique du Congo : Union des Églises baptistes du Congo
- Rwanda : Association des Églises baptistes au Rwanda
- Rwanda : Union des Églises baptistes au Rwanda
- Rwanda : Communauté des Églises chrétiennes d'Afrique
- Rwanda : Convention baptiste réformée au Rwanda
- Rwanda : Églises baptistes de l'unité chrétienne au Rwanda
- São Tomé-et-Principe : Convention baptiste de São Tomé-et-Principe
- Sierra Leone : Convention baptiste de Sierra Leone
- Soudan : Église intérieure du Soudan
- Soudan du Sud : Église baptiste évangélique de foi du Soudan du Sud
- Soudan du Sud : Convention baptiste du Soudan du Sud
- Tanzanie : Église baptiste de Tanzanie
- Tchad : Église Évangélique Baptiste du Tchad
- Togo : Convention baptiste du Togo
- Zambie : Convention baptiste de Zambie
- Zambie : Association baptiste de Zambie
- Zambie : Union baptiste de Zambie
- Zimbabwe : Convention baptiste du Zimbabwe
- Zimbabwe : Convention baptiste nationale du Zimbabwe
- Zimbabwe : Églises baptistes évangéliques du Zimbabwe
- Zimbabwe : Église baptiste unie du Zimbabwe
- Zimbabwe : Union baptiste du Zimbabwe

## Réseau international
- Convention baptiste internationale